# نلو چاکری
نلو چاکری (ایتالیایی: Nello Ciaccheri; ۸ سپتامبر ۱۸۹۳ – ۲۶ فوریهٔ ۱۹۷۱) دوچرخه‌سوار اهل ایتالیا بود.